# Jainapur, Chikodi
Jainapur là một làng thuộc tehsil Chikodi, huyện Belgaum, bang Karnataka, Ấn Độ.